# Mordòvia
Mordòvia, oficialment la República de Mordòvia, és una república de la Federació Russa, com a subjecte federal. Està situada a l'extrem Est d'Europa i la seva capital és la ciutat de Saransk. Segons el cens del 2010, la població de la república era de 834.755 habitants. Els russos ètnics (53,1%) i els mordovians (39,8%) representen la majoria de la població.

## Història

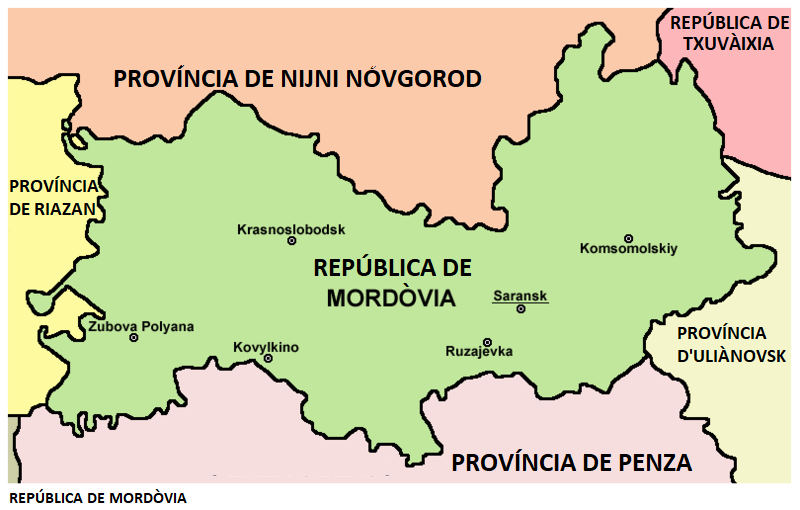
Mapa de la República de Mordovia

Els jaciments arqueològics més vells del país són del Neolític (entre els rius Vad i Moksha). Durant la primera edat de ferro (entre els segles VII i V aC) les tribus de la cultura de Gorodetsk, de parla fínica, s'establiren al país, on van formar assentaments permanents i es dedicaren a l'agricultura, ramaderia, cacera i pesca,. Podien treballar el ferro, amb el que fabricaven eines i armes.
Cap al segle I aC s'establiren a les conques de l'Oka, Moksha i Volga. Eren animistes, de la qual religió en queden residus en algunes manifestacions de la vida quotidiana (costums de les dones, costums de bany) i de restes xamanistes (festes pels avantpassats i sacrificis d'animals), així com altres pràctiques màgiques, festes i cerimònies. D'altra banda, poc es diferencien avui dia dels russos. Els primers invasors que patiren foren els ostrogots en el segle iii.
Entre els segles xii i xiii s'hi desenvoluparen formes polítiques feudals. Durant aquesta època Mordòvia apareix a les cròniques russes com a Purgasova Volost o Purgasova Rus' (el territori entre els baixos marges del Moksha, que era ocupat per les tribus mordovianes, i pels pagesos russos que fugien de l'opressió feudal) governat pel príncep Purgas o Purgasov que ocupava el territori entre els rius Oka i Moksha, però el 1230 foren ocupats pels mongols, que l'incorporaren a la Kizyl Orda, però el 1239 ja s'hi revoltaren. D'antuvi els ajudaren i foren aliats, però el 1378 es posaren de part dels russos contra el kanat de Kiptxaki els venceren a Vozhe i Kulikovo el 1378 i el 1380.
Fins al 1552 fou controlat pel Kanat de Kazan, fins que fou incorporat a Moscòvia. El 1775 el territori mordovià fou dividit entre els governs de Penza, Simbirsk i Tambov. El 1785 es desenvoluparen els primers molins paperers,
Després de la revolució de febrer del 1917, es formaren soviets dirigits per menxevics i socialistes revolucionaris, i el 12 de novembre hi estableixen l'autoritat bolxevic, que el 21 de desembre s'empararà de Saransk. Pel gener del 1918 es formà un Comitè de Districte del Partit Bolxevic, i el març del 1918 els bolxevics s'hi imposaren definitivament, i repartiren 1.090.000 hectàrees de terres privades entre els pagesos desposseïts. Durant la Guerra Civil del 1918-1920 es va mantenir dins el bàndol bolxevic, fins i tot l'agost del 1918 s'hi estacionaren tropes de l'Est.
El 1919 fou creada la secció mordoviana del Comissariat del Poble per Nacionalitats de la RFSS Russa, que el desembre del 1920 organitza districtes mordovians a les regions de Penza, Saratov, Samara, Simbirsk i Tambov, i edita en mordovià una història del Partit Comunista, i el 1921 celebrà el Congrés de Comunistes de Nacionalitat Mordoviana a Samara, en el qual sol·licitaren l'autonomia pel seu poble. Però la regió patí fortes epidèmies de fam que obligaren molts mordovians a emigrar cap a Sibèria.
Tanmateix, la seva dispersió dificultava la creació d'una àrea pròpia, ja que el 1921 eren 1.167.537 en un territori fragmentat entre russos, tàtars i txuvaixos. El 1926 es va fundar a la Universitat de Saratov una branca per a pedagogia i formació de mestres mordovians, que el juliol del 1928 es va traslladar a Saransk, on es va fer el primer Congrés Lingüístic Mordovià, amb vistes a unificar les dues parles en una sola llengua (també els podrien assimilar millor).
Després de la reorganització de la Regió o Kraj del Mig Volga el 1928, que ja incloïa un Oblast Mordovià (el districte de Srednevolzhskogo), el 10 de gener del 1930 esdevindria Oblast Autònom. També es creà una emissora de ràdio a Saransk que emet en rus i mordovià, un Institut de recerca lingüística i científica, un teatre, un conservatori i una editorial, que el 1933 publicarà el primer abecedari en erzya, Tundon Chi (Dia de primavera). No adquirirà estatut de República Socialista Soviètica Autònoma fins al 20 de desembre del 1934, i es formarà una Unió d'Escriptors de Mordòvia similar a la d'altres repúbliques, així com el grup de dansa Umarina. Però el 1939 tenia una població ètnicament mordoviana del 34,1%.
Després de cinc plans quinquennals anteriors a la guerra, s'inicià el "socialisme de guerra", tot col·lectivitzant l'economia i desenvolupant la indústria pesant. Enviaren al país nombrosos tècnics russos, i molts mordovians anaren a estudiar a Moscou i Leningrad. El 1932 col·lectivitzaren tota l'agricultura, i es multiplicà la productivitat 9,5 vegades, però es produïren repressions massives i més fam.
Durant la Segona Guerra Mundial, uns 75.000 soldats de la República foren condecorats, destacant al front una columna de tancs i un esquadró d'aeroplans. Hi instal·laren algunes indústries d'altres repúbliques el 1941.
Cap al 1950 aparegueren les primeres indústries mecàniques, elèctriques i cimenteres, principalment a Saransk, així com el ferrocarril electrificat Saransk-Moscou, i el 1957 fou inaugurada a Saransk per N. P. Ogorev la Universitat Estatal Mordoviana. Continuà, però, la industrialització i la colonització que encoratgen la destrucció de la seva cultura ètnica, sobretot a les ciutats.
El 1961 es va fundar la primera emissora de televisió, i durant tota la dècada dels seixanta i setanta el país es va integrar totalment en el sistema rus i soviètic. El 30 de maig del 1978 es va aprovar una nova constitució, on es consagra la integració en la Rússia soviètica. Fins i tot el juny del 1985 se celebrà el 500è Aniversari de la integració mordoviana en Rússia, en les quals celebracions hi participaria en nom del PCUS el futur president Boris Ièltsin.
Amb l'arribada de la perestroika es produïren alguns conflictes entre mordovians i russos. El maig del 1989 es produïren les primeres manifestacions demanant democràcia, però fins al 25 de febrer del 1990 no es van autoritzar els primers mítings i manifestacions que permeteren la creació del Partit Socialdemòcrata de Mordòvia i la societat sociocultural Mastorava, així com la societat dels tàtars del país Yaktashlar (Amics del País). L'octubre del 1991 se celebraren trobades amb societats d'altres països finoúgrics, alhora que es creava el càrrec de president de la República de Mordòvia per elecció popular el 14 de desembre. Seran escollits Vassili Gusliannikov, i com a vicepresident, V. P. Narezhnyj.
El primer decret del president, el gener del 1992, és reorganitzar les granges col·lectives, alhora que Mastorava obria una seu a Moscou i el febrer del 1993 es creaven diverses fundacions per fomentar l'ús i l'ensenyament de les llengües mordovianes. El PSD Mordovià s'enregistra novament amb el nom Erzyan Mastor.
El 7 d'abril del 1993 el parlament va deposar el president, Vasili Gusliannikov, per majoria de dos terços, derogà el càrrec de president i fou substituït pel parlament, a causa de la crisi econòmica, però aquest governà per decret i cridà en ajut seu veterans de la guerra de l'Afganistan. El gener del 1995 nomenarà portaveu N. I. Merkushkin, qui el març aprovarà nous símbols nacionals, un himne i una constitució el juliol del 1995. Al marge, el març del 1995 se celebrà el II Congrés del Poble Mordovià, que vol representar únicament a l'ètnia mordoviana.
El setembre del 1994 se celebrà a Saransk un festival de cinema en llengües finoúgriques, i es fundà a Orenburg el primer diari en moksha i ezra Lismaprya (Primavera). La nova constitució entrarà en vigor a finals d'any, i Merskushkin serà ratificat en el seu càrrec. També se signen acords econòmics amb altre repúbliques finoúgriques, com la dels Komi.

## Geografia
La república es troba a la part oriental de la Plana d'Europa oriental de Rússia. La part occidental de la república està situada a la plana d'Oka-Don; les seves parts oriental i central es troben a les terres altes del Volga .

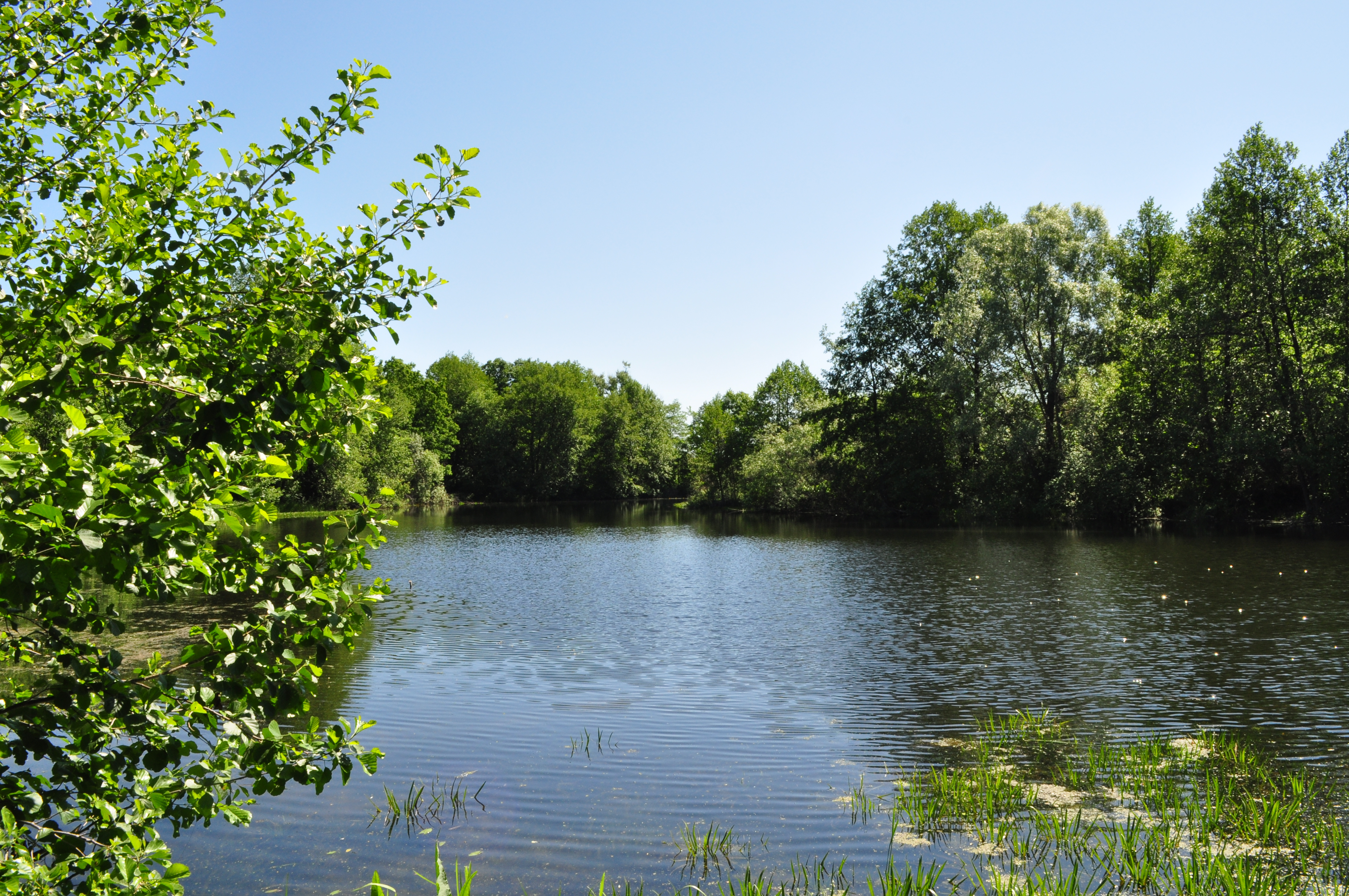
Llac Txevan Erke

- Superfície: 26,200 kilòmetres quadrats
- Fronteres:
  - Internes: Óblast de Nijni Nóvgorod (N), República de Txuvàixia (NE/E), óblast d'Uliànovsk (E/SE), óblast de Penza (S/SO), óblast de Riazan (O/NO)
- Punt més alt: 324 metres (1,063 ft) (creuament de la carretera de Bolshoi Maresev amb les carreteres a Moktxalei, Piaigilei i Pitxeuri)

### Rius

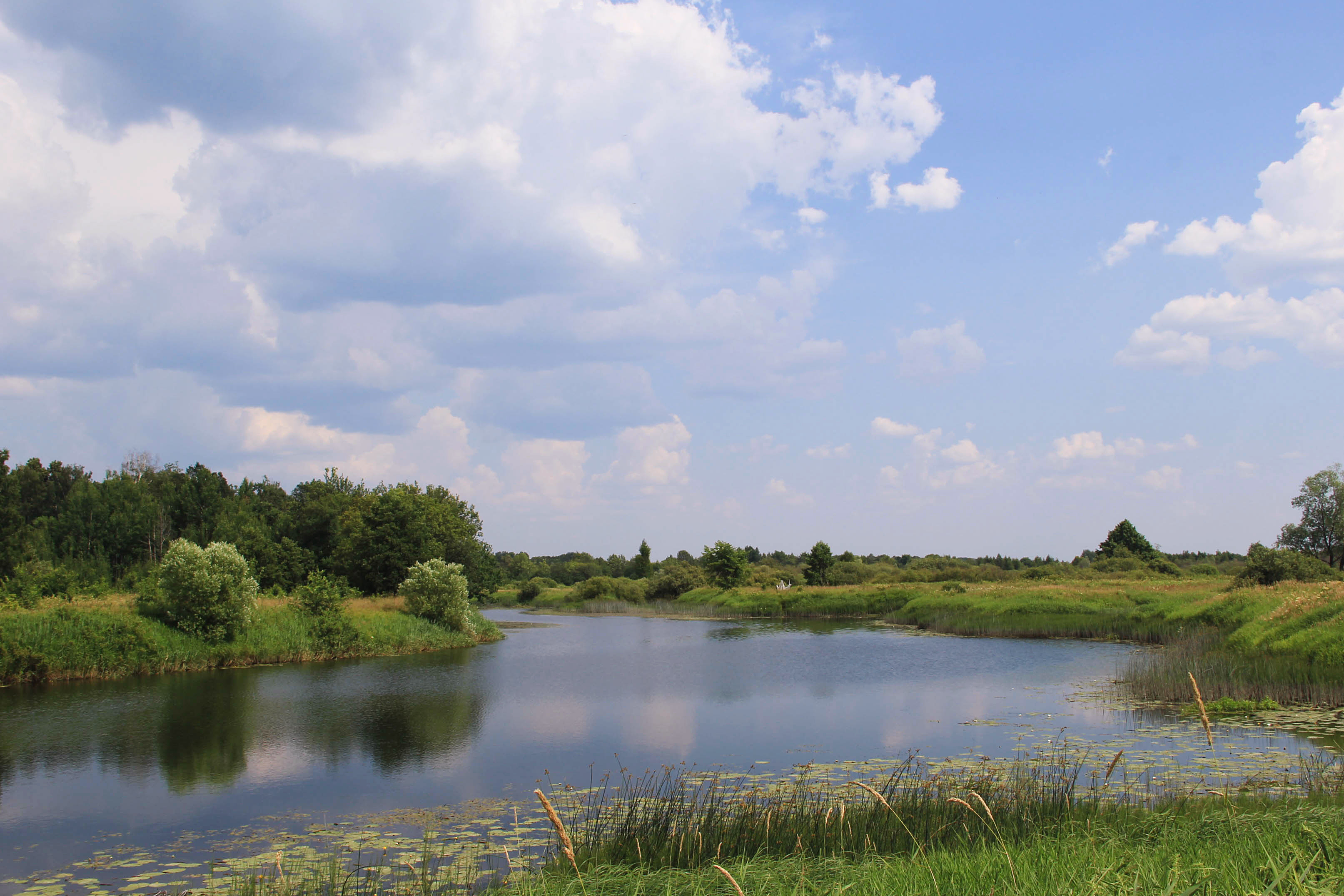
Zona protegida

Hi ha 114 rius de la república. Els principals rius inclouen:
- Riu Alàtir (Erzya: Rator)
- Riu Issa
- Riu Mokxa
- Riu Satis
- Riu Sivin
- Riu Surà
- Riu Vad

### Llacs
Hi ha aproximadament cinc-cents llacs a la república.

### Recursos naturals
Els recursos naturals inclouen torba, aigua mineral, entre d'altres.

### Clima
El clima és moderadament continental.
- Temperatura mitjana del gener: −11 °C (12 °F)
- Temperatura mitjana del juliol: +19 °C (66 °F)
- Precipitació mitjana anual: ~ 500 mil·limetres (20 in)

## Política

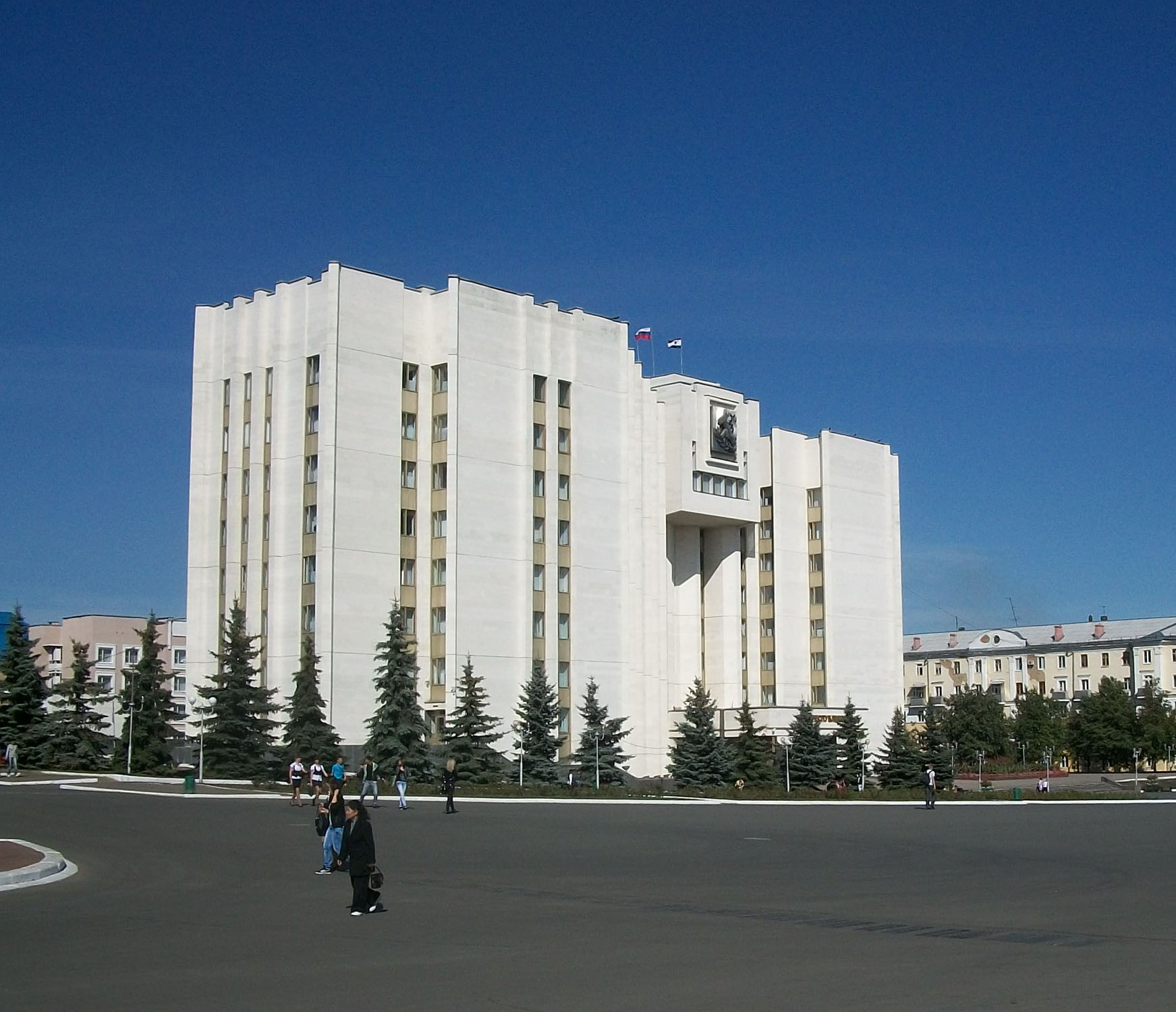
Seu del Govern, acabada l'any 1986.

La llei suprema republicana és la Constitució de la República de Mordòvia.
Durant la Desfilada de Sobiranies entre altres antigues repúbliques autònomes de Rússia, Mordòvia va establir una presidència el 1991.
El mateix any, Vasili Gusliannikov, un físic de formació, va ser escollit a les eleccions generals. Gusliannikov havia estat prèviament investigador sènior a l'Institut d'Electrònica de Potència i era el líder de la branca republicana del moviment polític de la Rússia Democràtica.
El 1993, el Consell Suprem de Mordòvia va abolir el càrrec de president, sobre la base del qual Gusliannikov va ser destituït del seu càrrec. Gusliannikov va apel·lar l'acció del cos legislatiu suprem de la república al Tribunal Constitucional rus, però el Tribunal Constitucional va declarar la seva conformitat amb la Constitució de Rússia.
El Cap del govern a la República de Mòrdovia és el Cap de la República. Actualment el càrrec l'ocupa Artiom Zdunov, que va ser nomenat cap interí el 18 de novembre de 2020. El seu predecessor va ser Vladimir Vòlkov, que va ocupar el càrrec des del 2012.
L'Assemblea Estatal és el poder legislatiu de la república.
La República de Mòrdovia té oficines regionals dels principals partits polítics: Rússia Unida, Partit Comunista de la Federació Russa, Partit Liberal Democràtic de Rússia, Rússia Justa, Iàbloko i Causa Justa. Al parlament de la república -l'Assemblea Estatal de la República de Mòrdovia- hi estan representats diputats de Rússia Unida i del Partit Comunista. Tanmateix, altres forces polítiques poden treballar públicament, per exemple, a la Cambra Pública de Mordòvia.

## Economia
Les indústries més desenvolupades són la construcció de maquinària, la química, la fusteria i les indústries alimentàries. La majoria de les empreses industrials es troben a la capital Saransk, així com a les ciutats de Kovílkino i Ruzaievka, i als assentaments de tipus urbà de Txamzinka i Komsomolski.
Les empreses més grans de la regió inclouen Unimilk (sucursal de Danone a Rússia), Ruzaievski Chemical Machine-Building Plant, Mordovcement i Saranskkabel.

## Demografia
La població de Mordòvia és 834.755 (Cens 2010) .

### Estadístiques vitals
Font: Servei d'Estadística de l'Estat Federal de Rússia Arxivat April 12, 2008, a Wayback Machine.
|      | Població mitjana (x 1000) | Naixements | Defuncions | Canvi natural | Taxa bruta de natalitat (per 1000) | Taxa bruta de mortalitat (per 1000) | Canvi natural (per 1000) | Taxa de Fertilitat |
| ---- | ------------------------- | ---------- | ---------- | ------------- | ---------------------------------- | ----------------------------------- | ------------------------ | ------------------ |
| 1970 | 1 026                     | 15 423     | 9 048      | 6 375         | 15.0                               | 8.8                                 | 6.2                      |                    |
| 1975 | 1 003                     | 14 983     | 9 689      | 5 294         | 14.9                               | 9.7                                 | 5.3                      |                    |
| 1980 | 984                       | 14 320     | 10 287     | 4 033         | 14.6                               | 10.5                                | 4.1                      |                    |
| 1985 | 964                       | 15 123     | 11 152     | 3 971         | 15.7                               | 11.6                                | 4.1                      |                    |
| 1990 | 963                       | 12 910     | 11 018     | 1 892         | 13.4                               | 11.4                                | 2.0                      | 1,87               |
| 1991 | 961                       | 11 537     | 11 079     | 458           | 12.0                               | 11.5                                | 0.5                      | 1,73               |
| 1992 | 961                       | 10 215     | 11 574     | - 1 359       | 10.6                               | 12.0                                | - 1.4                    | 1,55               |
| 1993 | 959                       | 9 276      | 13 217     | - 3 941       | 9.7                                | 13.8                                | - 4.1                    | 1,42               |
| 1994 | 956                       | 8 916      | 14 748     | - 5 832       | 9.3                                | 15.4                                | - 6.1                    | 1,37               |
| 1995 | 952                       | 8 589      | 13 460     | - 4 871       | 9.0                                | 14.1                                | - 5.1                    | 1,32               |
| 1996 | 946                       | 7 883      | 13 579     | - 5 696       | 8.3                                | 14.4                                | - 6.0                    | 1,22               |
| 1997 | 939                       | 7 493      | 13 631     | - 6 138       | 8.0                                | 14.5                                | - 6.5                    | 1,16               |
| 1998 | 931                       | 7 469      | 13 116     | - 5 647       | 8.0                                | 14.1                                | - 6.1                    | 1,16               |
| 1999 | 923                       | 6 994      | 14 200     | - 7 206       | 7.6                                | 15.4                                | - 7.8                    | 1,09               |
| 2000 | 913                       | 7 148      | 14 838     | - 7 690       | 7.8                                | 16.2                                | - 8.4                    | 1,12               |
| 2001 | 903                       | 7 049      | 14 200     | - 7 151       | 7.8                                | 15.7                                | - 7.9                    | 1,11               |
| 2002 | 891                       | 7 131      | 14 918     | - 7 787       | 8.0                                | 16.7                                | - 8.7                    | 1,12               |
| 2003 | 880                       | 7 433      | 15 170     | - 7 737       | 8.4                                | 17.2                                | - 8.8                    | 1,16               |
| 2004 | 873                       | 7 689      | 14 768     | - 7 079       | 8.8                                | 16.9                                | - 8.1                    | 1,20               |
| 2005 | 865                       | 7 394      | 14 823     | - 7 429       | 8.5                                | 17.1                                | - 8.6                    | 1,14               |
| 2006 | 858                       | 7 367      | 13 981     | - 6 614       | 8.6                                | 16.3                                | - 7.7                    | 1,14               |
| 2007 | 851                       | 7 728      | 13 320     | - 5 592       | 9.1                                | 15.6                                | - 6.6                    | 1,19               |
| 2008 | 846                       | 8 215      | 13 167     | - 4 952       | 9.7                                | 15.6                                | - 5.9                    | 1,28               |
| 2009 | 841                       | 8 103      | 13 027     | - 4 924       | 9.6                                | 15.5                                | - 5.9                    | 1,27               |
| 2010 | 835                       | 7 974      | 13 106     | - 5 132       | 9.5                                | 15.7                                | - 6.1                    | 1,24               |
| 2011 | 830                       | 7 896      | 12 310     | - 4 414       | 9.5                                | 14.8                                | - 5.3                    | 1,25               |
| 2012 | 822                       | 8 180      | 11 925     | - 3 745       | 10.0                               | 14.5                                | - 4.5                    | 1,32               |
| 2013 | 815                       | 8 256      | 12 095     | - 3 839       | 10.1                               | 14.8                                | - 4.7                    | 1,37               |
| 2014 | 811                       | 8 133      | 11 621     | - 3 488       | 10.0                               | 14.3                                | - 4.3                    | 1,37               |
| 2015 | 808                       | 7 864      | 11 431     | - 3 567       | 9.7                                | 14.2                                | - 4.5                    | 1,36               |
| 2016 | 808                       | 7 975      | 11 367     | - 3 392       | 9.9                                | 14.1                                | - 4.2                    | 1,40               |
| 2017 | 806                       | 6 884      | 10 849     | - 3 965       | 8.5                                | 13.5                                | -5.0                     | 1,26               |

### Grups ètnics

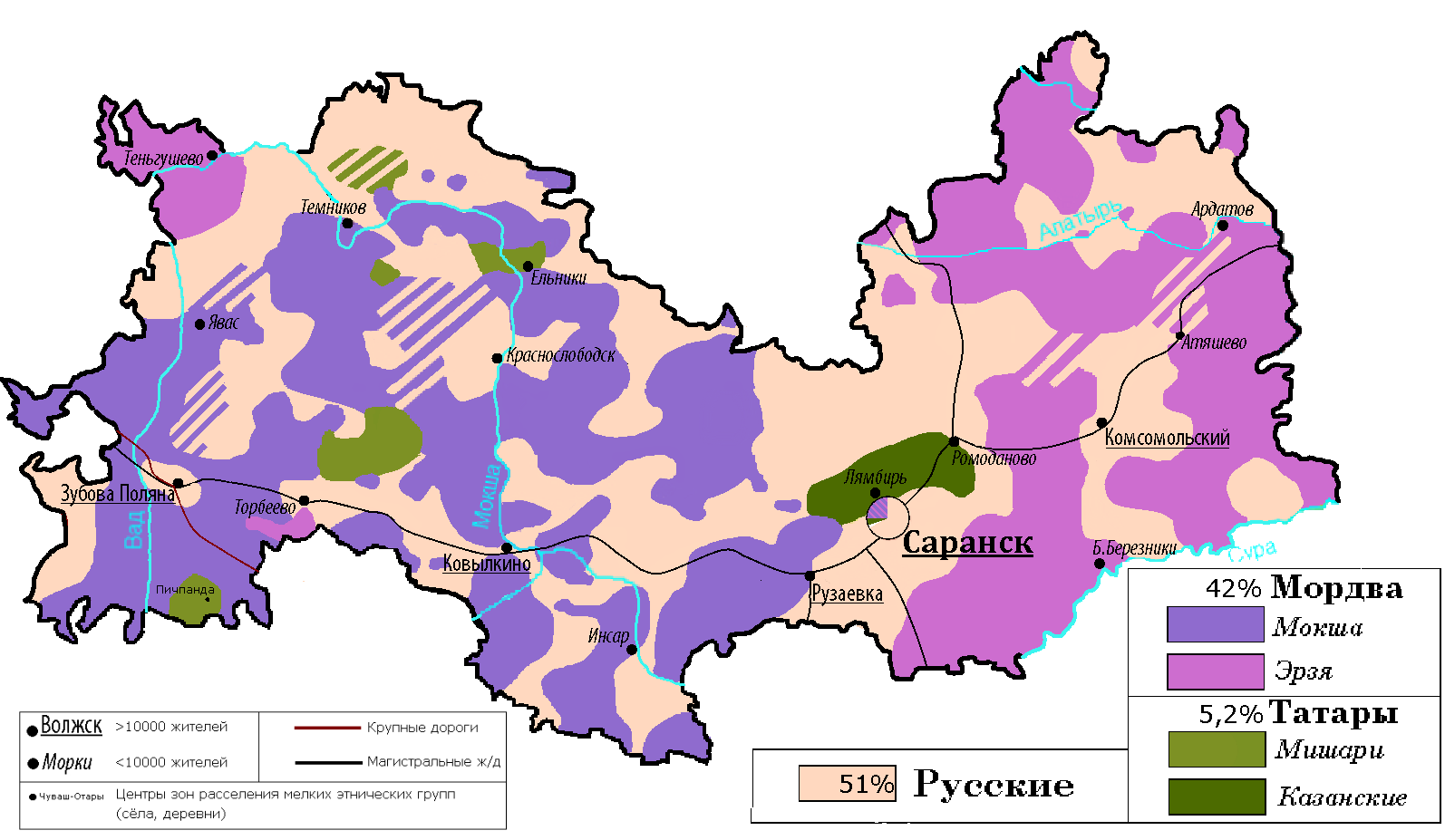
Mapa ètnic de Mordòvia

El poble mordau és un grup finès del Volga que parla dues llengües relacionades, el mokxa i l'erzya. Els mordvins s'identifiquen com a grups ètnics separats: els Erzya i els Moksha. Només un terç de tots els parlants de llengües mordovianes viuen a la República de Mordòvia. Durant el període soviètic, es van publicar manuals escolars en cada idioma.
Segons el cens de 2010, els russos representen el 53,4% de la població de la república, mentre que les ètnies Erzya i Mokxa són el 39,8%. Altres grups inclouen els tàrtars (5,2%), els ucraïnesos (0,6%) i una sèrie de grups més petits, cadascun representant menys del 0,5% de la població total.
| Grups Ètnics | Cens de 1939 | Cens de 1939 | Cens de 1959 | Cens de 1959 | Cens de 1970 | Cens de 1970 | Cens de 1979 | Cens de 1979 | Cens de 1989 | Cens de 1989 | Cens de 2002 | Cens de 2002 | Cens de 20101 | Cens de 20101 | Cens de 2021 | Cens de 2021 |
| Grups Ètnics | Number       | %            | Number       | %            | Number       | %            | Number       | %            | Number       | %            | Number       | %            | Number        | %             | Number       | %            |
| --- | ------------ | ------------ | ------------ | ------------ | ------------ | ------------ | ------------ | ------------ | ------------ | ------------ | ------------ | ------------ | ------------- | ------------- | ------------ | ------------ |
| Russos | 719,117      | 60.53        | 590,557      | 59.04        | 606,817      | 58.94        | 591,212      | 59.75        | 586,147      | 60.83        | 540,717      | 60.84        | 443,737       | 53.05         | 406,061      | 54.09        |
| Mordovians | 405,031      | 34.09        | 357,978      | 35.79        | 364,689      | 35.42        | 338,898      | 34.25        | 313,420      | 32.53        | 283,861      | 31.94        | 333,112       | 39.83         | 290,750      | 38.73        |
| Tàtars | 47,386       | 3.99         | 38,636       | 3.86         | 44,954       | 4.37         | 45,765       | 4.63         | 47,328       | 4.91         | 46,261       | 5.21         | 43,392        | 5.19          | 39,855       | 5.31         |
| Ucraïnesos | 7,586        | 0.64         | 6,554        | 0.66         | 6,033        | 0.59         | 5,622        | 0.57         | 6,461        | 0.67         | 4,801        | 0.54         | 4,801         | 0.57          | 1,414        | 0.19         |
| Altres | 8,884        | 0.75         | 6,468        | 0.65         | 7,069        | 0.69         | 8,012        | 0.81         | 10,148       | 1.05         | 13,126       | 1.48         | 11,361        | 1.36          | 12,601       | 1.68         |
| TOTAL | 1,188,004    | 100.00       | 1,000,193    | 100.00       | 1,029,562    | 100.00       | 989,509      | 100.00       | 963,504      | 100.00       | 888,766      | 100.00       | 836,403       | 100.00        | 783,552      | 100%         |
| 1 3.153 persones estaven registrades a partir de bases de dades administratives, i no podien declarar una ètnia. S'estima que la proporció d'ètnies en aquest grup és la mateixa que la del grup declarat. |              |              |              |              |              |              |              |              |              |              |              |              |               |               |              |              |

### Religió
Segons una enquesta de 2012, el 68,6% de la població de Mordòvia s'adhereix a l'Església Ortodoxa Russa (hi ha moltes esglésies i monestirs, per exemple, el monestir de Joan Evangelista a Makarovka), el 5% són cristians no afiliats, el 2% són musulmans, l'1% són vells creients. A més, 10 % de la població es declara «espiritual però no religiosa», 7 % són ateus i 6,4 % segueixen el budisme només a la ciutat de Saransk. Alguns Mordvins s'adhereixen a la religió nativa de Mordava.

## Cultura

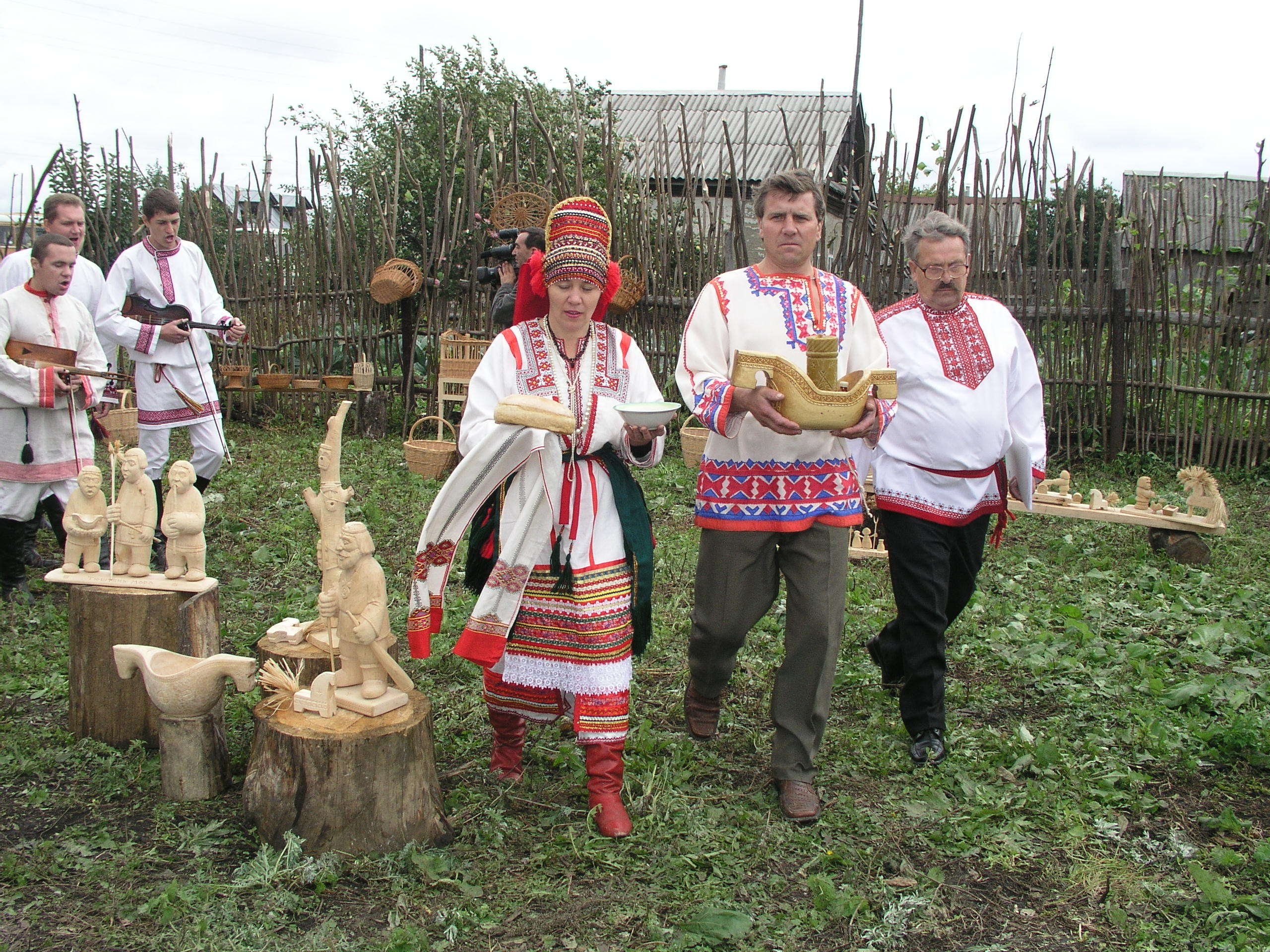
Museu Etnogràfic «Ethno-kudo» que porta el nom de V. Romaixkin

Hi ha molts museus a la república. Els més grans inclouen el Museu Unit Republicà de Mordòvia d'Estudis Regionals i el Museu de Cultura Mordvina de Saransk.
La Biblioteca Nacional de la República de Mordòvia és la biblioteca més gran de la república.
El Teatre Estatal de Titelles de la República de Mòrdovia, situat a Saransk, és molt conegut a Rússia. La majoria de les obres representades en aquest teatre són contes de fades russos.
La literatura erzya va experimentar un renaixement als anys 20 i 30.
La Casa i Museu de F. Sitxkov es va inaugurar l'11 de març de 1970 a Kotxelaevo, districte de Kovilkinski després d'una reconstrucció.
La cuina de Mordova està molt estesa al país.

## Llengua
Les llengües mordovianes, alternativament llengües mordvines, o llengües mordvíniques, són un subgrup de les llengües uralianes, que inclou la llengua erzya molt relacionada i la llengua mokxa. Abans es considerava una única "llengua mordvina", ara es tracta com un grup lingüístic format per només dues llengües. A causa de les diferències de fonologia, lèxic i gramàtica, Erzya i Mokxa no són mútuament intel·ligibles, de manera que la llengua russa s'utilitza sovint per a comunicacions entre grups.
Les dues llengües mordovianes també tenen formes literàries separades. La llengua literària erzya es va crear el 1922 i el mokxa el 1923.
Les dues llengües mordovianes són llengües oficials de Mordòvia juntament amb el rus.